# Ostrov Grahama Bella
Ostrov Grahama Bella (rusky Остров Греэм-Белл, anglicky Graham Bell Island) je nejvýchodnější ostrov v souostroví Země Františka Josefa v Severním ledovém oceánu. Ostrov byl pojmenován na počest vynálezce Grahama Bella. Ve stejném souostroví po něm byl pojmenován také mnohem menší Bellův ostrov.
S rozlohou 1 557 km² je třetím největším ostrovem souostroví. Od sousedního ostrova Wilczekova země na západě ho odděluje Morganův průliv. Nejvýchodnějším bodem ostrova i celého souostroví je mys Kohlsaat, který je zároveň severozápadním bodem Karského moře. Přibližně jižní polovina ostrova je pokryta ledovcem nazvaným Větrný ledový příkrov, jehož nejvyšší bod dosahuje výšky 509 m n. m. Severní pobřeží ostrova Grahama Bella je lemováno několika malými ostrovy.
V severní části ostrova se nachází vojenská letecká základna Greem Bell (také Severnoje) s největším letištěm v souostroví vybudovaným během studené války. Ruská nákladní a stíhací letadla ho využívala od roku 1950. Jeho přistávací dráha měří 2 100 m, ale použitelná je jen osm měsíců v roce, kdy je dostatečně promrzlá půda. Před uzavřením ho také využívaly turistické vrtulníky a bylo jednou ze zastávek s možností doplnění paliva při cestách po ruské části Arktidy. V roce 1994 však byla základna uzavřena, a kvůli chátrajícím budovám byl návštěvníkům zakázán vstup. V roce 2012 ruské letectvo rozhodlo o znovuotevření základny.
V Morganově průlivu se vyskytují velryby grónské.